# London Mills
London Mills est un village situé à la limite des comtés de Fulton et Knox dans l'Illinois, aux États-Unis,. Il est incorporé le 10 septembre 1894.

## Démographie
Lors du recensement de 2010, le village comptait une population de 392 habitants. Elle est estimée, en 2016, à 381 habitants.

## Source de la traduction
- (en) Cet article est partiellement ou en totalité issu de l’article de Wikipédia en anglais intitulé « London Mills, Illinois » (voir la liste des auteurs).